# 江寧区
江寧区（こうねい-く）は中華人民共和国江蘇省南京市に位置する市轄区。

## 歴史
280年（太康元年）、西晋により秣陵県より分割設置された臨江県を前身とする。翌年江寧県と改称された。
唐代になると620年（武徳3年）に帰化県、625年（武徳8年）に金陵県、626年（武徳9年）に白下県、635年（貞観9年）に江寧県、761年（上元2年）に上元県と改称されている。
五代十国時代には917年（天祐14年）に呉により上元県より江寧県が分割され、両県県治は南京城とされこの地方の中心地として清末まで沿襲された。
1912年（民国元年）、中華民国臨時政府は上元県を廃止し江寧県に統合、江蘇省の管轄とされた。2000年に市轄区に改編され江寧区と改称、現在に至っている。

## 行政区画
- 10街道を管轄する[1]。

| 番号 | 街道名   | 番号 | 街道名   |
| ---- | -------- | ---- | -------- |
| 01   | 東山街道 | 06   | 江寧街道 |
| 02   | 秣陵街道 | 07   | 谷里街道 |
| 03   | 湯山街道 | 08   | 湖熟街道 |
| 04   | 淳化街道 | 09   | 横渓街道 |
| 05   | 禄口街道 | 10   | 麒麟街道 |